# Svintila
Svintila ali Suintila je bil od leta 621 do 631 vizigotski kralj Hispanije, Septimanije in Galicije, * okoli 588, † 633/635, Toledo, Hispanija.
Bil je sin kralja Rekareda I. in njegove žene Bado in brat generala Geile. Pod Svintilo sta vladala mir in enotnost brez primere v kraljestvu Vizigotov. Kot neposreden rezultat enotnosti je kralj do leta 624 zbral vojsko, potrebno za zavzetje ozemlja pod nadzorom Vzhodnega rimskega cesarstva.

## Življenje
Svintila se je leta 620 na ukaz kralja Sisebuta vojskoval proti Bizantincem, ki so napadli Iberski polotok. Naslednje leto je bil po smrti Sisebuta in Rekareda II. izvoljen za kralja. Začelo se je obdobje miru, saj na njegovo ozemlje nekaj desetletij ni vdrla nobena tuja vojska. Bizantince je izgnal celo iz nekaj trdnjav v Levantu in bil po besedah Izidorja Seviljskega prvi, ki je  vladal v celotni Španiji. Delo, ki ga je začel Sisebut z osvojitvami bizantinske Kartagene, Malage, Sagunte in Asidonije, je dokončal Svintila leta 624 z osvojitvijo Algarve, ki je Sisebutu ni uspelo osvojiti. Moč Bizanticev je razen Svintilovih uspehov oslabilo tudi zmanjšanje njihove stalne vojske.
Tako kot pred njim Leuvigild je tudi Svintila poskušal pod svoj oblast spraviti Baske, kar je privedlo do ustanovitve novega mesta z imenom Ologicus,  za katerega se domneva, da je stalo na mestu poznejše Oliteje v Navari. Domneva ni arheološko potrjena.
Izidor Seviljski je Svintilo označil za človeka "vere, preudarnosti, podjetnosti, razsodnosti pri zasliševanjih in izvrševanjih razsodb, izjemne skrbnosti pri vladanju, velikodušnosti do vseh, radodarnosti do revnih in nagnjenosti k hitrem odpuščanju; Svintila ni bil vreden samo, da se ga imenuje  vladar ljudstva, ampak tudi oče revnih."
Mnogi se z Izidorjevim mnenjem na strinjajo. Fredegarjeva kronika omenja, da je Svintila postal osovražena oseba. Kronika v nadaljevanju poroča, da se je med plemstvom, ki ga je dvignilo na oblast, pojavil plemič Sisenand, ki je leta 631 v dolini Ebra dvignil upor, potem ko mu je  frankovski kralj Dagobert I. zagotovil vojaško pomoč. Frankovska vojska pod poveljstvom generalov Abundacija in Venerande je vkorakala v Zaragozo in razglasila Sisenanda za kralja Gotov. Sisenandova uzurpacija oblasti je bila legalizirana na četrtem cerkvene zboru v Toledu leta 633, na katerem je bil Svintila obtožen za več krivic. Moral se je odreči oblasti, potem pa so mu zasegli vse premoženje, ga izobčili in s celo družino izgnali.

## Zaklad iz Guarrazarja
Leta 1858 je kmet med  oranjem odkril zaklad, ki je postal znan kot zaklad iz Guarrazarja. V zakladu je bilo enajst votivnih kron. Na treh so bila imena, vključno s Svintilovim, Rekasvintovim in Sonikinim.

## Opomba
1. ↑  Zgodovinar Roger Collins omenja, da je bila "vojaška šibkost Bizantinskega imperija vzrok za neuspeli poskus cesarja Heraklija (vladal 610–641), da bi okrepil bizantinsko enklavo v Španiji", in dodaja, da je bil to glavni razlog, da je "kralj Svintila dokončno izgnal  tamkajšnje cesarske sile".[5]